# 莫桑比克海蠋魚
莫桑比克海蠋魚（学名：Halicampus zavorensis），为輻鰭魚綱棘背魚目海龍魚科的其中一種，分布於西印度洋區的莫三比克及阿曼海域，棲息深度5-10公尺，本魚腹部在每個環上軀幹有淡褐色橫帶，背鰭軟條22-23枚，臀鰭軟條3-4枚，體長可達10公分，棲息在珊瑚礁區或岩礁區，卵胎生。